# Ian Bremmer
Ian Arthur Bremmer (Baltimore, Maryland - 12 de novembro de 1969) é um cientista político americano especializado em política externa dos EUA, estados em transição e risco político global. É o  fundador e presidente do Eurasia Group, uma empresa de consultoria de risco, com escritórios em Nova York, Washington, Londres, Tóquio, São Paulo, São Francisco e Singapura. 
É autor de vários livros, incluindo The J Curve e ‘Every Nation for Itself: Winners and Losers in a G-Zero World.’, além dos best-sellers da lista do New York Times Us vs.Them - The Failure of Globalism ('Nós contra eles: o fracasso do globalismo'), publicado em 2018,  e, mais recentemente, The Power of Crisis ('O Poder da Crise'), de 2022.  Em dezembro de 2014, ele é colunista de assuntos externos e editor-geral da Time . Em 2013, ele foi nomeado professor da New York University . O Eurasia Group fornece análise e conhecimento sobre como os desenvolvimentos políticos e as dinâmicas de segurança nacional movem os mercados e moldam os ambientes de investimento em todo o mundo.

## Vida e Carreira
Descendente de armênios e alemães . Seu pai, Arthur, serviu na Guerra da Coreia e morreu aos 46 anos quando Bremmer tinha quatro anos. Ele cresceu em projetos habitacionais em Chelsea, Massachusetts, perto de Boston . Sua mãe criou ele e seu irmão com pouca ajuda e pouco dinheiro. Bremmer foi para o colégio St. Dominic Savio, em East Boston . Mais tarde, ele obteve um BA em Relações Internacionais, magna cum laude, da Universidade de Tulane em 1989 e um PhD em Ciência Política da Universidade de Stanford em 1994, escrevendo "A política da etnia: russos na Ucrânia".
Ele mora em Nova York, mas é torcedor do Boston Red Sox, time de beisebol de Boston, Massachusetts.

## Conceitos
Os campos de pesquisa de Bremmer incluem: economia política internacional, geoeconomia e geopolítica, estados em transição e mercados emergentes globais e política externa dos EUA .
A curva J de Bremmer descreve a ligação entre a abertura de um país e sua estabilidade. Enquanto muitos países são estáveis porque são abertos (Estados Unidos, França, Japão), outros são estáveis porque estão fechados ( Coreia do Norte, Cuba, Iraque sob Saddam Hussein ). Os estados podem viajar para a frente (direita) e para trás (esquerda) ao longo desta curva J, de modo que a estabilidade e a abertura nunca são seguras. O J é mais íngreme do lado esquerdo, pois é mais fácil para um líder em um estado falido criar estabilidade fechando o país do que construir uma sociedade civil e estabelecer instituições responsáveis; a curva é mais alta na extrema direita do que a esquerda, porque os estados que prevalecem na abertura de suas sociedades (Europa Oriental, por exemplo) acabam se tornando mais estáveis do que os regimes autoritários .
O termo mundo G-Zero refere-se a uma ruptura na liderança global provocada por um declínio da influência ocidental e a incapacidade de outras nações para preencher o vazio. É uma referência a um afastamento percebido da preeminência dos países industrializados ["G7"] (" Grupo dos Sete ") e do Grupo expandido dos Vinte, que inclui grandes potências emergentes como China, Índia, Brasil, Turquia., e outros. Em seu livro Every Nation for Itself: Winners and Losers in a G-Zero World (Nova York: Portfolio, 2012), Bremmer explica que, no G-Zero, nenhum país ou grupo de países tem a influência política e econômica para conduzir uma agenda internacional ou fornecer bens públicos globais .